# 塔拉帕季诺农村居民点
塔拉帕季诺农村居民点（俄语：Тарапатинское сельское поселение）是俄罗斯联邦伏尔加格勒州日尔诺夫斯克区所属的一个农村居民点。其下辖有1个居民点，行政中心为塔拉帕季诺。据2016年统计，该农村居民点的人口为292人。